# قطعنامه ۲۴۴ شورای امنیت
قطعنامه  ۲۴۴ شورای امنیت سازمان ملل متحد که در تاریخ ۲۲ دسامبر ۱۹۶۷ تصویب شد، سندی بین‌المللی دربارهٔ مسئله‌ای راجع به نیروهای حافظ صلح سازمان ملل در قبرس است. این قطعنامه طی نشست ۱۳۸۶ام 
با ۱۵ موافق،۰ مخالف و۰ ممتنع تصویب شد.